# Dommatzen
Dommatzen ist ein Ortsteil der Gemeinde Waddeweitz im niedersächsischen Landkreis Lüchow-Dannenberg. Der Ort liegt an der B 493.

## Geschichte
Am 1. Juli 1972 wurde Dommatzen in die Gemeinde Waddeweitz eingegliedert.

## Söhne und Töchter
- Herbert Saß (1922–1989), Politiker (SPD) und Mitglied des Niedersächsischen Landtages